# Трабекуларна мрежа
Трабекуларна мрежа (ТМ) или трабекулска мрежица (мрежа/мрежица очна квржице) је подручју очног ткива, које се налази око базе рожњаче, близу цилиарног тела и одговорно је за одвод очне водице из ока кроз предњу очну комору (комору на предњем делу ока прекривену рожњачом).
Ткиво ТМ је сунђерасто и обложено трабекулоцитима, који омогућавају одвод течности у низ цеви названих Шлеммов канал, који је обложен ендотелом, са крвним и лимфним структурама која омогућавају проток очне водице у крвни систем.

## Анатомија
Трабекуларна мрежа је анатомски гледано подељена у три дела, с карактеристично различитим ултраструктурама:

### Унутрашања увеална мрежажа
Унутрашања увеална мрежажа је најближа углу предње  очне коморе, а садржи танке врпце трабекуле , оријентисане  претежно радијално. Оне затварајући просторе трабекула који су већи од рожњачнобиоњачке мреже.
Рожњачнобеоњачка мрежа
Рожњачнобеоњачна мрежа у себи садржи велику количину еластина, распоређену као низ танких, равних, перфорираних листова сложених у листасту формацију, која се сматра тетивом цилијарног мишића.
Јукстаканаликуларно ткиво
Јукстаканаликуларно ткиво лежи непосредно уз Шлеммов канал. Састављено је од везивног ткива пуног гликоаминогликанима и гликопротеинима. Ова танка трака ткива прекривена је једнослојним ендотелним ћелијама.
Трабекуларна мрежа је у малој мери потпомогнута у дренажи очне водице помоћу другог излазног пута, увео-склералног пута (који чини 5 до 10% одлива). Одлив  очне водице увео-склералним путем се повећава употребом лекова против глауком као што су простагландини (нпр. Траватан).
Раније се тврдило да трабекуларна мрежа настаје из тачке (врха) који одговара завршетку ДМ-а (Швалбеове линије), међутим, сада се сматра да се она протеже у рожњачу, чинећи Дуаов слој.

## Клинички значај

### Глауком
Сматра се да је већина случајева глаукома (иако не и свих) узрокована или омогућена повећањем интраокуларног притиска. Притисак се повећава или када се створи превише очне водице или њеним смањеним одливом. Трабекуларна мрежа одговорна је за већину одлива очне водице. Када је одвод блокиран, можда ће бити потребне интервенције као што је трабекулектомија, трабекулопластика или водени шант за обнављање одвода.